# Aposa
L'Àposa (Avvsa en dialecte  bolonais) est un  torrent qui traverse la cité de Bologne, dans la région d’Émilie-Romagne en Italie.

## Origine du  nom
Appelé Apoxa ou Aposa en latin médiéval, Avosa ou  Veza en langue vulgaire, Avesa en italien et Avsa (ou Avvsa) en dialecte bolonais, le torrent Aposa présente un onomastique d’origine indo-européenne attribué dans diverses zones de l'Italie septentrionale, de la France, de l’Allemagne et de la péninsule  balkanique.
La mémoire historique a retenu l’Aposa dans les toponymes qui caractérisent certaines localités et avenues de Bologne comme Via Valdaposa ou Via Avesella. Également le nom  de  Avesa que la légende attribue  au torrent selon le roi étrusque Fero qui relate l’amante Aposa, princesse des Boïens, qui habitait la cité avec les Étrusques à l’époque préromaine, laquelle princesse se serait noyée dans le torrent en voulant rejoindre son amant.

## Le cours
Le cours du torrent est d’environ 10 km et sa source se trouve à 200 mètres d’altitude, près de Roncrio, localité sur une colline à la limite du territoire bolonais.
Le tracé urbain actuel de l'Aposa coïncide avec le lit naturel. Depuis sa source près de Ravone, il entre dans le centre historique de la cité entre la porte Castiglione et la porte San Mamolo, où un palais médiéval en témoigne son existence historique. Puis continue son cours en souterrain un peu avant l’entrée du centre historique, traverse la plus antique place de la cité et longe les deux tours, près desquelles l’antique Via Emilia romaine enjambe le torrent en partie enterré aujourd’hui. Poursuit vers le nord jusqu’à sa confluence, toujours dans le centre historique, avec le canale delle Moline, canal  artificiel dérivé du canale di Reno, un des nombreux canaux constituant le système des eaux souterraines de la cité, puis conflue dans le Canale Navile, qui recueille les eaux urbaines dans la périphérie nord de la cité.

## Histoire
Le torrent Aposa est particulièrement important du point de vue historique, parce qu’il est l’unique cours d’eau qui passe naturellement par le territoire de Bologne et c’est sur ses bords que s’établit la communauté étrusque Felsina au VIe siècle av. J.-C., de là l’essor de la cité romaine Bononia. Au IIe siècle av. J.-C. le cours du torrent fut dévié artificiellement au bord de l'agglomération, créant une seconde ramification vers l’ouest (près de l’actuelle via Val d'Aposa et via Galliera), pour ensuite être reporté entièrement dans le cours Est  dans la seconde moitié du Ier siècle av. J.-C., en parallèle avec la construction du système d’égout. Au Moyen Âge, l'Aposa fut de nouveau divisé en deux cours dans un but défensif, en recréant le lit occidental antique, lequel est actuellement en désuétude.

### Aujourd’hui
À partir de 1995, l'Aposa a été remis à jour pour la séparation des eaux pluviales et des eaux usées. Depuis l'Aposa est caractérisé par un débit d’eau minimal qui pourtant, comme tous les cours d’eau traversant les cités fortement urbanisées, peu augmenter brusquement de débit en période de fortes pluies.